# Уповільнювальна система
Упові́льнювальна систе́ма, уповільнююча структура — хвилеводна система НВЧ-приладів, за допомогою якої здійснюється уповільнення фазової швидкості електромагнітних хвиль. Ця швидкість зменшується приблизно до швидкості руху електронів в електронному потоці приладу. Тим самим уповільнювальна система створює умови відбору потужності (паралельно потоку) хвилями, що проходять за рахунок зменшення кінетичної енергії потоку. При тривалій взаємодії хвиль з потоком електронів можливе посилення потужності. 
Конструкції уповільнюювальних систем різні. Широко застосовують уповільнювальні системи у вигляді спіралі. Хвилі поширюються уздовж спіралі з швидкістю, близькою до швидкості світла, швидкість же поширення хвиль уздовж самої спіралі зменшується залежно від її кроку.
Уповільнювальна система — основний елемент конструкції ламп біжучої хвилі, ламп зворотної хвилі і ін. НВЧ-приладів.